# دبورا والی
دبورا والی (انگلیسی: Deborah Walley; ۱۲ اوت ۱۹۴۱ – ۱۰ مهٔ ۲۰۰۱) هنرپیشه اهل ایالات متحده آمریکا بود.
از فیلم‌ها یا برنامه‌های تلویزیونی که وی در آن نقش داشته‌است می‌توان به پتوی ساحل بینکو، حباب اشاره کرد.